# 梁乙真
梁乙真（1904年—1950年代初），原名梁梦书，曾用名梁仪真，曾用笔名伊碪。河北省获鹿山尹村人（今石家庄鹿泉区山尹村镇），中国近代学者，文艺理论家，所研究为中国文学史、中国妇女文学史、中国散曲史。中国国民党党员，中华民国国民革命军少将（职务军衔，非铨叙）。

## 生平
梁乙真毕业于上海南方大学，获文学学士学位。毕业后曾在山东省惠民中学、泰安等地中学担任国文教员、校长；1930年在山东省立第五中学（现临沂一中）任国文老师；历任广东潮梅警备司令部政治部编辑主任，《潮梅日报》社编辑主任，《中央日报》社文书主任，国民党山东泰安党部主任。抗日战争爆发后，到重庆工作，居住在南温泉寄庐，是中华全国文艺界抗敌协会成员，后参加中华民国国民革命军，被授予少将军衔（职务军衔，非铨叙），曾在三民主义青年团中央团部任要职，后在中央训练团工作。1941年5月至7月间，受三民主义青年团中央团部委派，到四川省西北部视察团务工作（在此期间撰写了《蜀道散记》）。
抗日战争胜利后，梁乙真来到北平工作，居住在崇文南八宝胡同，历任傅作义将军秘书、北平警备司令部门头沟办事处少将主任，北平市政府外事处处长（刘瑶章市长期间），又任中国国民党河北省党部书记。
梁乙真在编纂《清代妇女文学史》时，年仅25岁，尚在上海南方大学求学期间。此书是他公开出版发行的第一部著作。南方大学建校四周年时，梁乙真曾于《南方大学四周年纪念特刊》发文“祝本校四周年纪念”予以祝贺。

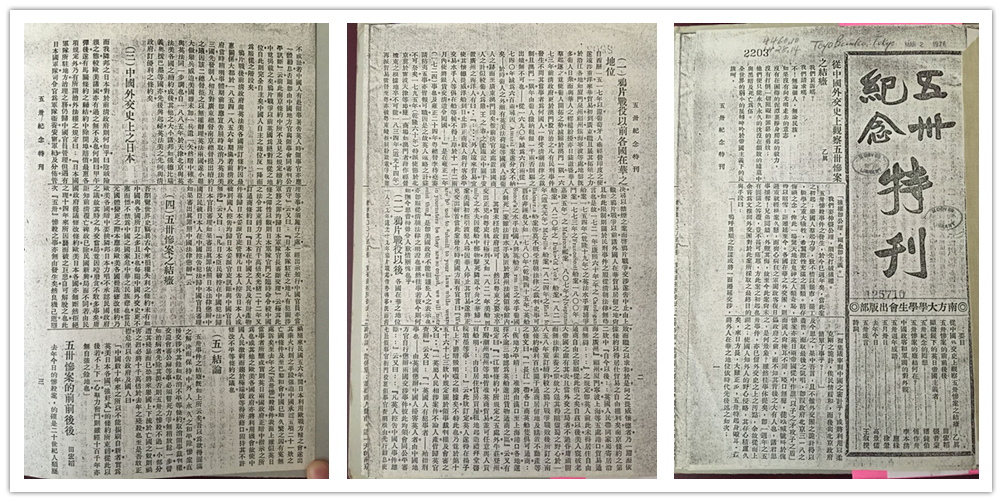
以“乙真”笔名于南方大学学生会出版部《纪念五卅惨案特刊》上发表的《从中国外交史上观察五卅惨案之结症》

## 家庭
梁乙真出生于梁姓占多数的山尹村，家里开设一家染坊，家境殷实。元配夫人李湘紫，为山尹村南平同村人，育有一子梁式尧，一女梁桂忱；在山东教学期间与刘华结婚，育有二女梁君楣、梁冀鲁，一子梁迅程；后从政从军，在重庆与邱韵珊结婚。

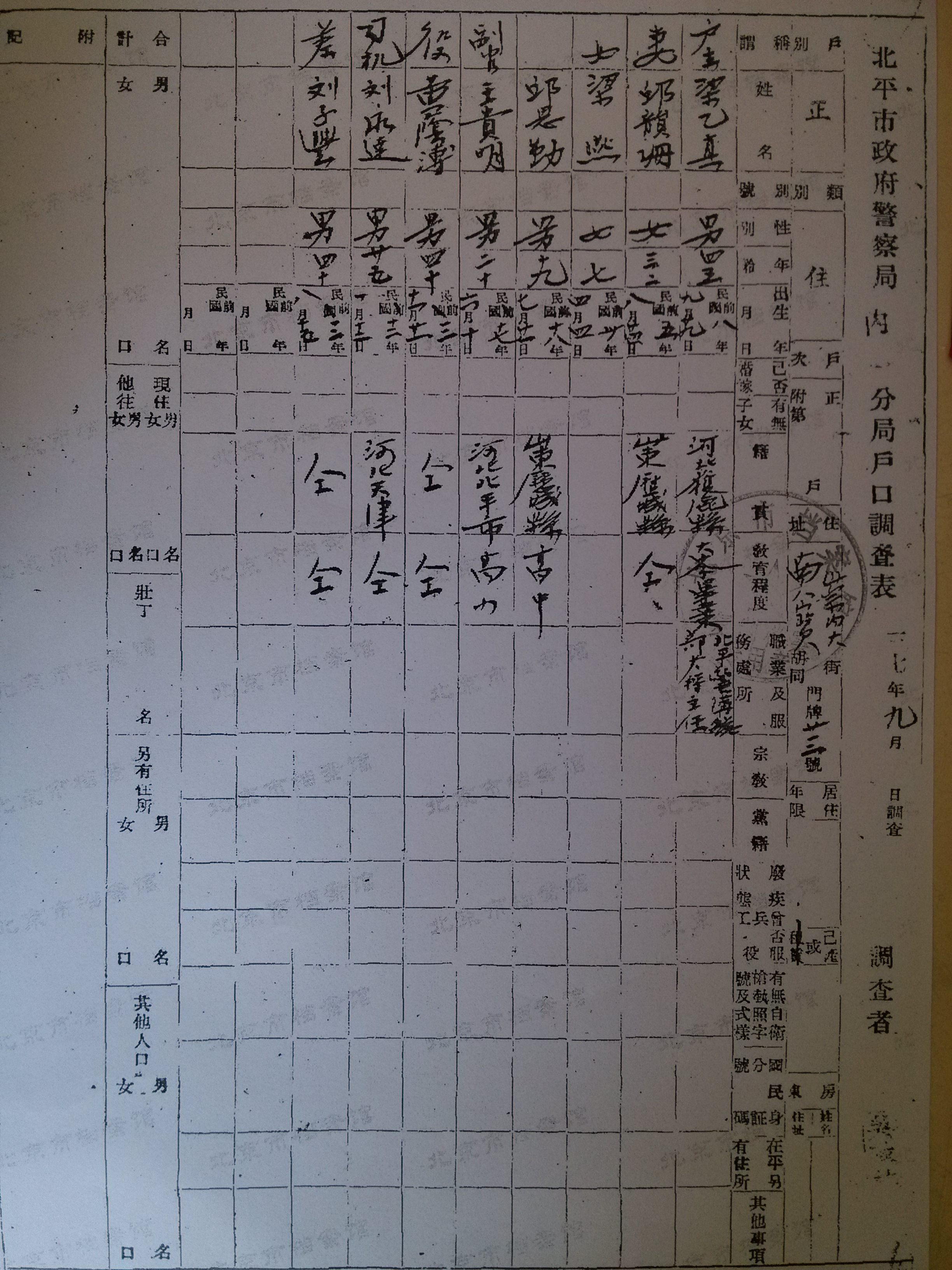
梁乙真在民国三十七年时于北平市政府警察局登记之户籍卡（原件存于北京市档案馆）

## 作品

### 书籍
- 《清代妇女文学史》（王蕴章、王灿芝作序）
  - 中华书局 1927年2月 初版
  - 中华书局 1932年12月 第二版
  - 台湾中华书局 1958年 第三版
  - 台湾中华书局 1979年 第四版
- 《中国妇女文学史纲》
  - 开明书店 1932年 初版
  - 上海书店出版社 1990年12月 再版
- 《元明散曲小史》（吴梅题写书名）
  - 商务印书馆 1934年12月 初版
  - 商务印书馆 1935年6月 第二版
  - 商务印书馆 1998年10月 第三版
  - 河南人民出版社 2016年10月
- 《中国文学史话》（钱玄同题写书名，隋育楠所作序）
  - 元新书局 1934年 初版
  - 元新书局 1936年 再版
- 《花间词人研究》（笔名伊碪）
  - 元新书局 1936年2月 初版
  - 元新书局 1937年5月 再版
- 《民族英雄诗话》（又名《民族英雄史话》，贺衷寒、袁守谦作序）黄埔出版社 1940年
- 《民族英雄百人传》三友书店 1942年
- 《从心理学的观点论民族气节》1942年发表
- 《蜀道散记》（郭沫若题写书名）
  - 商务印书馆 1943年5月 初版 重庆
  - 商务印书馆 1944年2月 第二版 重庆
  - 商务印书馆 1946年10月 第三版 重庆
  - 商务印书馆 1946年3月 初版 上海
- 《中国民族文学史》（沈尹默题写书名，沈薇作序，蒋中正题词“民族吼声”）三友书店 1943年 出版
- 《熊廷弼评传》东方书社 1943年9月 出版
- 《中国青年运动史》拔提书店
- 《巴山蜀水》（与茅盾、郭沫若等十余人合著散文集）
  - 重庆读者之友社 1945年8月 初版
  - 1946年1月 再版

### 期刊
- 《从中国外交史上观察五卅惨案之结症》————《五卅纪念特刊》（南方大学学生会出版部）
- 《民族战士与民族文学》————1930年 《中国青年》第5期
- 《革命家的女儿》————1935年 《青年界》第7卷第1期
- 《青年时代读书生活的回顾》————1935年 《青年界》第8卷第第1期
- 《明散曲家冯惟敏年表》————1935年 《青年界》第8卷第1期
- 《找职业和失业》————1936年 《青年界》第9卷第1期
- 《读书习剑爬山》————1936年 《青年界》第10卷第1期
- 《我看到的中学生作文理常犯的毛病》————1937年 《青年界》第11卷第1期
- 《春假日记》————1937年 《青年界》第12卷第1期
- 《国民精神总动员三个共同目标之历史例证》————1941年 《中国青年》第4期
- 《广汉之行》————1942年 《中央周刊1928年》第4卷第21期
- 《忆张自忠将军》————1943年 《中国青年》第2期
- 《民族文学之特质及中国民族文学史的拓展》————1943年8月 重庆《文艺先锋》第3卷第2期
- 《朝鲜民族革命运动研究大纲》————1943年 《三民主义半月刊》第3卷第2期
- 《嘉陵江上游散记》————1943年 《时与潮副刊》第2卷第2期
- 《宋代的对外战争与民族文学运动》————1943年 《中国青年》第1期
- 《民族主义与东方诸民族的革命运动》————1946年 《三民主义半月刊》第9卷第3期

### 译作
- 《一个波兰奇袭队员的自述》（Wladisss Leny著）————1943年 《时与潮》第16卷第2期